# Heliophila cinerea
Heliophila cinerea är en korsblommig växtart som beskrevs av Wessel Marais. Heliophila cinerea ingår i släktet solvänner, och familjen korsblommiga växter. Inga underarter finns listade i Catalogue of Life.